# Casa de pe strada Brâncoveanu nr. 8 din Brașov
Casa de pe strada Brâncoveanu nr.8 este un monument istoric aflat pe teritoriul municipiului Brașov.

## Oameni
Aici a trăit si a decedat preotul Franz Obert.